# Batalla de Soknasund
La batalla de Soknasund (Slaget i Soknasund) fue un acontecimiento bélico que tuvo lugar en Soknasund, Rogaland en el verano de 1033 provocado por la aparición de un pretendiente al trono de Noruega llamado Tryggve que proclama ser hijo de Olaf Tryggvason y Gyda, hermana de Olaf Cuaran, rey vikingo de Dublín. Los detalles de la batalla y sus consecuencias se encuentran registrados en Heimskringla y Morkinskinna.
Fue un enfrentamiento que fue eclipsado por la previa batalla de Stiklestad (1030) y la muerte de Olaf II el Santo, convirtiéndose en un conflicto secundario en la historia de Noruega, sin dar mayor importancia a las pretensiones de Tryggve como pretendiente y si realmente era hijo o no de Olaf Tryggvason. Los daneses habían tomado el poder de Noruega con Sveinn Knútsson, hijo de Canuto el Grande al frente que había recibido apoyo de varios bóndis y relevantes nobles noruegos que lucharon por conservar los valores y derechos de los clanes familiares tradicionales opuestos al feudalismo de Olaf II. La alegría inicial de los terratenientes de verse liberados del yugo centralizador se vio pronto truncada con otro yugo impuesto por Canuto, que faltó a las promesas, provocando el recelo de los insatisfechos noruegos.
Sveinn Knútsson era un adolescente, así que su madre Aelfgifu Aelfhelmsdotter actuaba de regente con ayuda de Harald Thorkildsson y el obispo Sigurd. Su gobierno se convirtió en rápidamente impopular debido a la imposición de medidas para fortalecer el dominio danés y nuevos impuestos, algo inaudito para los noruegos y que desembocó en una hambruna que aumentó el desafecto hacia los daneses.
En la primavera de 1033, los daneses son informados de que un caudillo de las islas británicas, quizás de Irlanda o Bretland (Gales), llamado Tryggve se proclamó hijo de Olaf Tryggvason y heredero de la corona noruega. Como Noruega carecía de un líder legítimo, muchos se unieron a su causa. El adolescente Sveinn solicitó ayuda a los influyentes Einar Tambarskjelve y Kalv Arnesson quienes desencantados con el gobierno danés se negaron a aportar una flota de combate. Sveinn solo pudo contar con la ayuda de Trøndelag, Nordmøre y Sunnmøre.
Sveinn y su ejército se dirigieron a Agder, creyendo que Tryggve intentaría adentrarse por Skagerrak para unirse con sus aliados en Viken. Tryggve, no obstante, apareció en Hordaland, navegando hacia Rogaland para atacar a la flota de Sveinn. Ambas fuerzas se encontraron en la isla de Bokn, donde pocos años atrás Erling Skjalgsson había sido derrotado y muerto. Sveinn ganó la batalla y Tryggve murió en ella. 
Los daneses utilizaron una técnica de batalla naval uniendo las proas de las naves de cuatro en cuatro, de forma que la flota consistía en una larga línea inquebrantable sin fisuras. La batalla se cita como dura y sangrienta, Snorri Sturluson define a Tryggve como un hombre muy hábil en la guerra, aunque gran parte de su ejército pereció junto a él, otros huyeron y unos pocos pidieron clemencia. 
La victoria no suavizó las relaciones de los noruegos con los daneses y Sveinn impuso a los insolidarios aliados, aquellos que no le ayudaron en la batalla, nuevos impuestos. La respuesta no se hizo esperar y Einar junto con Kalv y otros nobles fueron a Gardariki para ofrecer el trono a Magnus. Magnus era hijo de Olaf II el Santo e irónicamente, quienes ofrecieron la corona, los causantes de la derrota y muerte de su padre.